# Hermann Eickhoff

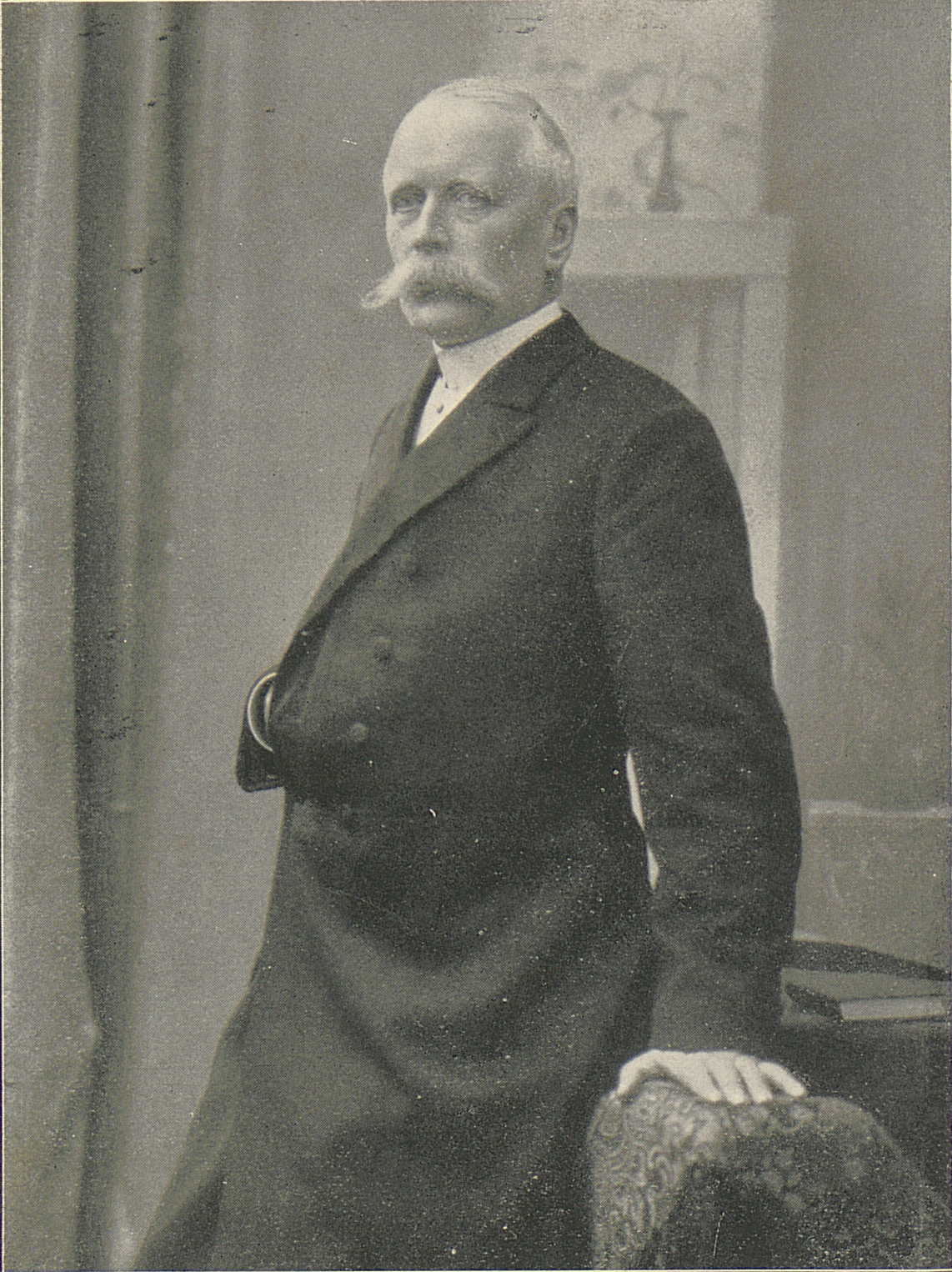
Hermann Eickhoff

Hermann Eickhoff (* 3. Mai 1853 in Gütersloh; † 1934) war ein deutscher lutherischer Theologe, Lehrer und Lokalhistoriker in Hamm.

## Familie
Hermann Eickhoff wurde als Sohn des Lehrers und Organisten Friedrich Hermann Eickhoff und dessen Frau Anna Frederike Louise geborene Bertelsmann in Gütersloh geboren. Sein Großvater war Carl Bertelsmann, der Begründer des Bertelsmann-Konzerns. Er hatte drei Geschwister, darunter Paul Eickhoff (* 1850; † 1931), der wie sein Bruder Lehrer und Lokalhistoriker war.

## Leben
Hermann Eickhoff besuchte das Evangelische Gymnasium in Gütersloh. Er erhielt am 3. September 1871 das Reifezeugnis. Anschließend nahm Hermann Eickhoff in Leipzig und Göttingen ein Studium der Theologie und Philosophie auf. In Göttingen wurde er Mitglied des Göttinger Wingolf. Nach Probejahr und Tätigkeit als Lehrer in Flensburg wechselte er Ostern 1880 an sein altes Gymnasium in Gütersloh. Seine Dissertation Geschichte der Stadt Wiedenbrück im Dreißigjährigen Krieg erschien 1882. 1883 ging er an die Domschule Schleswig. 1894 wurde er zum Gymnasialprofessor ernannt. Ab 1899 war er am Gymnasium Hammonense tätig. Am 1. April 1918 wurde Eickhoff pensioniert.
Bedeutung erlangte Hermann Eickhoff durch zahlreiche Publikationen, die sich mit der Geschichte der Stadt Hamm beschäftigen. Daneben veröffentlichte er theologische, pädagogische und kirchengeschichtliche Schriften. Eickhoff war zudem Vertreter der Lutherischen Gemeinschaft der Grafschaft Mark in der Allgemeinen Evangelisch-Lutherischen Konferenz.

## Ehrungen
In Gütersloh erhielt die Bahnhofstraße zum 50. Todestag des Vaters von Hermann Eickhoff 1936 den Namen Eickhoffstraße. Sie wurde allerdings nicht nach Friedrich Hermann Eickhoff, sondern nach seinen Söhnen Hermann und Paul benannt.

## Schriften (Auswahl)
- Das neue Testament des Clemens Alexandrinus. Ein Beitrag zur Geschichte des neutestamentlichen Kanons, Schleswig 1890.
- Zwei Schriften des Basilius und des Augustinus als geschichtliche Dokumente der Vereinigung von klassischer Bildung und Christentum, 1897.
- Neue Beiträge zur Geschichte des Königl. Gymnasiums in Hamm, in: Festschrift zur Feier des 250jährigen Bestehens des Königlichen Gymnasiums zu Hamm i.W., Hamm 1907, S. 1–17.
- Geschichte der Klubgesellschaft 1811–1911, Hamm 1915.
- Der Kreis Wiedenbrück in Vergangenheit und Gegenwart, Wiedenbrück 1921, Online (PDF, 44,7 MB).
- Heimatbuch, Kreis und Stadt Hamm, hrsg. von Heimatfreunden, Vorwort Eickhoff, 1922.
- Führer durch Hamm/Westf. und Umgebung, Hamm 1924.
- Julius Köster: Hilfsbuch für den evangelischen Religionsunterricht an den höheren Lehranstalten, mit Beiträgen von Hermann Eickhoff, 1926.
- Aus der Kirchen- und Schulgeschichte Hamms, in: 700 Jahre Stadt Hamm, hrsg. vom Magistrat der Stadt Hamm, Hamm 1927, Nachdruck 1973, S. 156–173.
- Bedeutende Persönlichkeiten und denkwürdige Ereignisse aus der Geschichte der Stadt Hamm, in: 700 Jahre Stadt Hamm, hrsg. vom Magistrat der Stadt Hamm, Hamm 1927, Nachdruck Werl 1973, S. 293–214.
- Geschichte der Stadt und Gemeinde Gütersloh, Gütersloh 1969 (Nachdruck).